# ميكو ساتو
ميكو ساتو (من مواليد 18 أبريل 1928) هو عالم رياضيات ياباني، ساهم في مجال التحليل الجبري. درس في جامعة طوكيو ثم درس الدراسات العليا في الفيزياء كطالب تحت إشراف شينيتشيرو توموناغا. منذ عام 1970، عمل ساتو أستاذاً بمعهد أبحاث العلوم الرياضية بجامعة كيوتو.